# Volantino

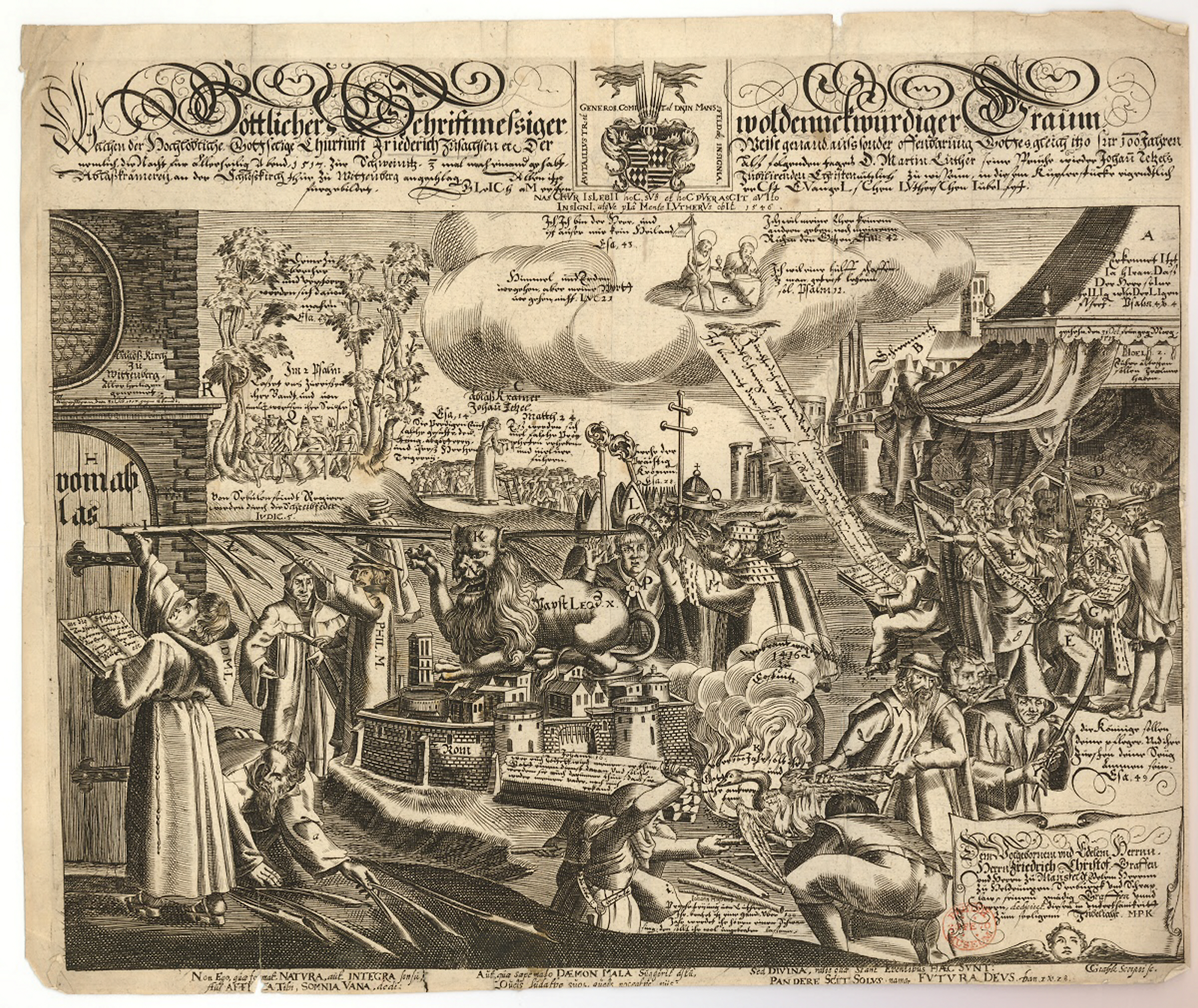
Volantino del centenario della riforma, Germania 1617 d.C.

Un volantino è una pubblicazione a tiratura limitata formato da una pagina stampata su una o entrambe le facciate. Il suo scopo è di informare in maniera veloce e incisiva il possibile fruitore, che spesso ne viene in possesso in modo casuale, di un determinato tipo di evento, idea, progetto, oggetto.

## Storia
Uno dei più famosi usi del volantino nella storia d'Italia fu in occasione del volo su Vienna di una squadriglia dell'aviazione italiana capeggiata da Gabriele D'Annunzio che il 9 agosto 1918 lanciò sulla città circa 50.000 volantini propagandistici.

## Uso pubblicitario e propagandistico
Largo uso se ne fa ora in ambito pubblicitario, dove l'informazione si limita a proporre un servizio, un prodotto o una marca.
Lo si utilizza tuttavia in ogni occasione che richieda il veicolare di un'informazione sintetica a un possibile pubblico, quindi in ambito politico, sindacale, propagandistico. L'operazione di distribuzione dei volantini ai possibili destinatari può avvenire in maniera diretta, mediante consegna a mano, o in maniera indiretta tramite inserimento del volantino nella cassetta della posta o sul parabrezza delle automobili, in un'attività che viene definita volantinaggio.
L'uso propagandistico del volantino (presente già nell'800 nei vari moti patriottici, per esempio con i celebri lanci di volantini all'interno di manifestazioni teatrali dalle logge superiori alla platea) ebbe il suo culmine negli anni '60-'70 con la diffusione tra i piccoli gruppi politici del ciclostile.
Una distinzione importante va fatta tra volantinaggio a mano (hand to hand) e in cassetta postale (door to door), infatti mentre la prima non è ottemperante con alcune ordinanze comunali la seconda rientra completamente in quella che può essere considerata posta non indirizzata, lecita quindi secondo tutte le leggi.
Secondo le ultime ricerche di mercato Nielsen, ed anche molti articoli del "IL SOLE 24 ORE" in media , specialmente in cassetta postale , risulta ancora molto atteso ed in grado di influenzare gli acquisti anche del pubblico più giovane.
Inoltre negli ultimi anni molte aziende di carattere nazionale offrono la possibilità di controllare in tempo reale l'avanzamento della distribuzione e la performance del volantinaggio.

## Ordinanze comunali

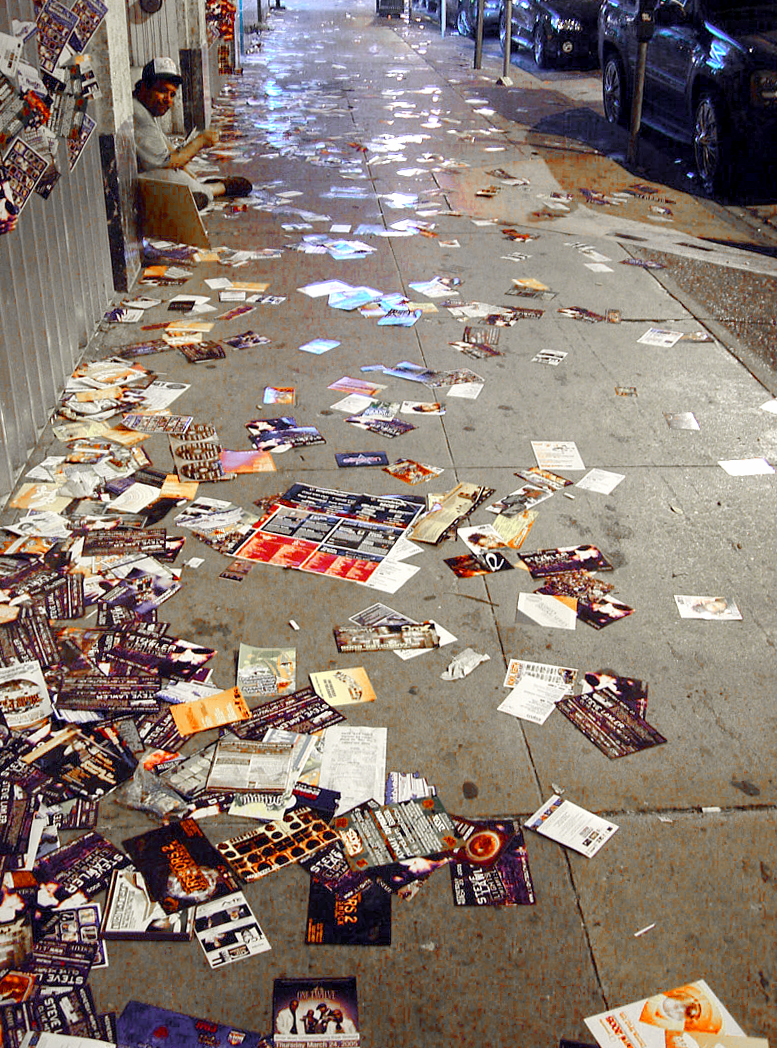
Una strada piena di volantini pubblicitari

In molti comuni italiani forme di distribuzione di volantini sono disciplinate da ordinanze comunali che ne stabiliscono l'illegittimità o meno, o ne assoggettano l'attività al pagamento di una tassa, infatti nelle grandi città per svolgere il volantinaggio a mano (hand to hand) è necessario pagare una tassa sulla pubblicità, che va dai 5 € al giorno per ogni ragazzo utilizzato nella distribuzione dei comuni di Milano e Napoli, ai 5 centesimi di euro a volantino distribuito a Roma. Caso raro è il comune di Genova che nel 2004 ha vietato il volantinaggio a mano.
Il volantinaggio sulle automobili è vietato in quasi tutti i comuni d'Italia.